# Atlas (raketa)
Atlas je obitelj raketa nosača koje su koristile Sjedinjene Američke Države. Atlas je svoju karijeru započeo kasnih 1950ih kao ICBM na tekuće gorivo. Izvorna inačica rakete Atlas bila je neobična po tome što je bila 1,5 stupanjska raketa - tijekom leta bi raketa odbacila dva vanjska od ukupno tri motora i u orbitu ponijela spremnike goriva i ostale strukturne elemente.
Atlas je kratko služio kao ICBM pod nazivom SM-65 Atlas, sve do 1965. godine kada je maknut iz uporabe. Između 1962. i 1963. Atlas je korišten za lansiranje prva 4 američka astronauta u orbitu. Atlas II je korišten između 1991. i 2004. za 63 lansiranja, a Atlas III je korišten za samo 6 lansiranja između 2000. i 2005. Danas je u upotrebi samo Atlas V, s lansiranjima planiranim do 2020. godine.

### Verzije
- SM-65 Atlas je prvi američki operativni interkontinentalni balistički projektil. Projektil je u upotrebu ušao 1959. godine i ostao u njoj sve do 1965. Ukupno je proizvedeno 350 primjeraka projektila koji su kasnije poslužili kao rakete nosači u raznim varijantama. Projektil je imao masu od 117.000 kg i dolet od 10.200 km.

- SM-65D Atlas je unaprijeđena inačica izvornog Atlasa. Zahvaljujući rafiniranom dizajnu ova inačica projektila imala je domet od 15.000 km. Dizajn je bio toliko efikasan da sa se od 1959. počeo koristiti kao noseća raketa za lansiranje satelita u orbitu. Prvi teren koji je Atlas-D ponio je bio satelit SCORE. Svoju slavu raketa će doživjeti lansiranjem astronauta u orbitu u sklopu projekta Mercury.

- Atlas-Agena je nastala dodavanjem 2. stupnja Agena raketi Atlas. U ovoj verziji Atlas će se koristiti za 119 lansiranja u orbitu u periodu od 1960. do 1978. godine. Svoje najpoznatije misije Atlas-Agena će imati prilikom lansiranja Agena Target Vehicle u sklopu misija Gemini 6 i Gemini 8.

- Atlas-Centaur je nastao dodavanjem Centaur na mjesto drugog stupanja. Bila je to prva raketa koja je koristila kriogenska goriva i kao takva će poslužiti kao osnova za buduće verzije rakete Atlas. Raketa je imala 61 lansiranje između 1962. i 1983.

- Atlas I je unaprijeđena verzije Atlas-Centaur rakete korištena tijekom 1990ih za lansiranje satelita.

- Atlas II je evoluirana inačica Atlasa I. Raketa je dobila novi stupanj, postavši time 3.5 stupanjska raketa. Unaprijeđenje je izvršeno radi omogućavanja lansiranja u geostacionarnu orbitu. U upotrebi je bila od 1991. do 2003. godine i povučena je iz uporabe nakon 63 uspješna lansiranja.

- Atlas III je prva raketa iz obitelji koja je koristila normalno stupnjevanje. Raketa je imala potpuno nov prvi stupanj s ruskim RD-180 motorima. Prvi stupanj Atlasa III je danas osnovni stupanj rakete Atlas V. Drugi stupanj je i dalje bio provjereni Centaur. Raketa je lansirana 6 puta između 2000. i 2005.

- Atlas V je unaprijeđena inačica Atlasa III s novim motorima i drugačije dizajniranim stupnjevima. Raketa je danas u aktivnoj uporabi.

### Usporedba raznih inačica raketa Atlas
| parametar      | SM-65 Atlas | SM-65D Atlas | Atlas-Agena | Atlas-Centaur | Atlas I    | Atlas II   | Atlas III  | Atlas V 551 |
| -------------- | ----------- | ------------ | ----------- | ------------- | ---------- | ---------- | ---------- | ----------- |
| visina         | 23,13 m     | 28,70 m      | 32,10 m     | 38,00 m       | 43,90 m    | 47,50 m    | 52,80 m    | 65,50 m     |
| promjer        | 3,05 m      | 3,05 m       | 3,05 m      | 3,05 m        | 3,05 m     | 3,05 m     | 3,05 m     | 3,81 m      |
| masa           | 118.000 kg  | 120.000 kg   | 140.000 kg  | 148.404 kg    | 164.300 kg | 187.600 kg | 218.588 kg | 587.000 kg  |
| broj stupnjeva | 1,5         | 1,5          | 2,5         | 2,5           | 2,5        | 3,5        | 2          | 2           |
| nosivost (LEO) |             | 1.360 kg     | 2.000 kg    | 1.800 kg      | 3.630 kg   | 6.580 kg   | 10.718 kg  | 20.520 kg   |
| nosivost (GTO) |             |              | 700 kg      | 1.800 kg      | 2.255 kg   | 2.810 kg   | 4.500 kg   | 8.900 kg    |